# Rodolfo di Moulins
Rodolfo (o Rao) di Moulins (o Molisio o Molise) (in francese Rodolf (o Rodolphe o Raoul) de Moulins; Moulins-la-Marche, prima metà XI secolo – Italia, seconda metà XI secolo) è stato un cavaliere medievale normanno, 1º conte di Molise.

## Biografia
Rodolfo di Moulins era il figlio del conte Guimondo, signore di Castrum Molinis, in Normandia. Dopo il 1045 giunse con alcuni membri della casata degli Altavilla in Italia meridionale. Uomo d'armi di Roberto il Guiscardo, intorno al 1050 Rodolfo di Moulins era al fianco Altavilla nella conquista di Bojano: per tale ragione ne divenne il conte nel 1053 e con lui la contea crebbe in ricchezza e potenza, arrivando ad abbracciare gran parte del territorio dell'attuale Molise, spingendosi fino a Castelvolturno, Isernia, Pietrabbondante, Roccamandolfi, Trivento e Venafro. Il suo territorio prese poi il nome di Comitatus Molisii (Contado di Molise) e faceva capo al castello di Molise, sede della famiglia Moulins, poi italianizzata in Molise. A lui si deve l'edificazione della Concattedrale di San Bartolomeo di Bojano. Aveva sposato una principessa longobarda, dalla quale aveva avuto diversi figli, tra cui: Ugo, Sichilgaida, andata in sposa a Goffredo di Conversano, ed Altruda, che sposò Serlone II d'Altavilla, nipote di Ruggero d'Altavilla.